# Binodoxys conei
Binodoxys conei är en stekelart som beskrevs av Pike och Jaroslav Stary 1995. Binodoxys conei ingår i släktet Binodoxys och familjen bracksteklar. Inga underarter finns listade.